# ほっちゃれ

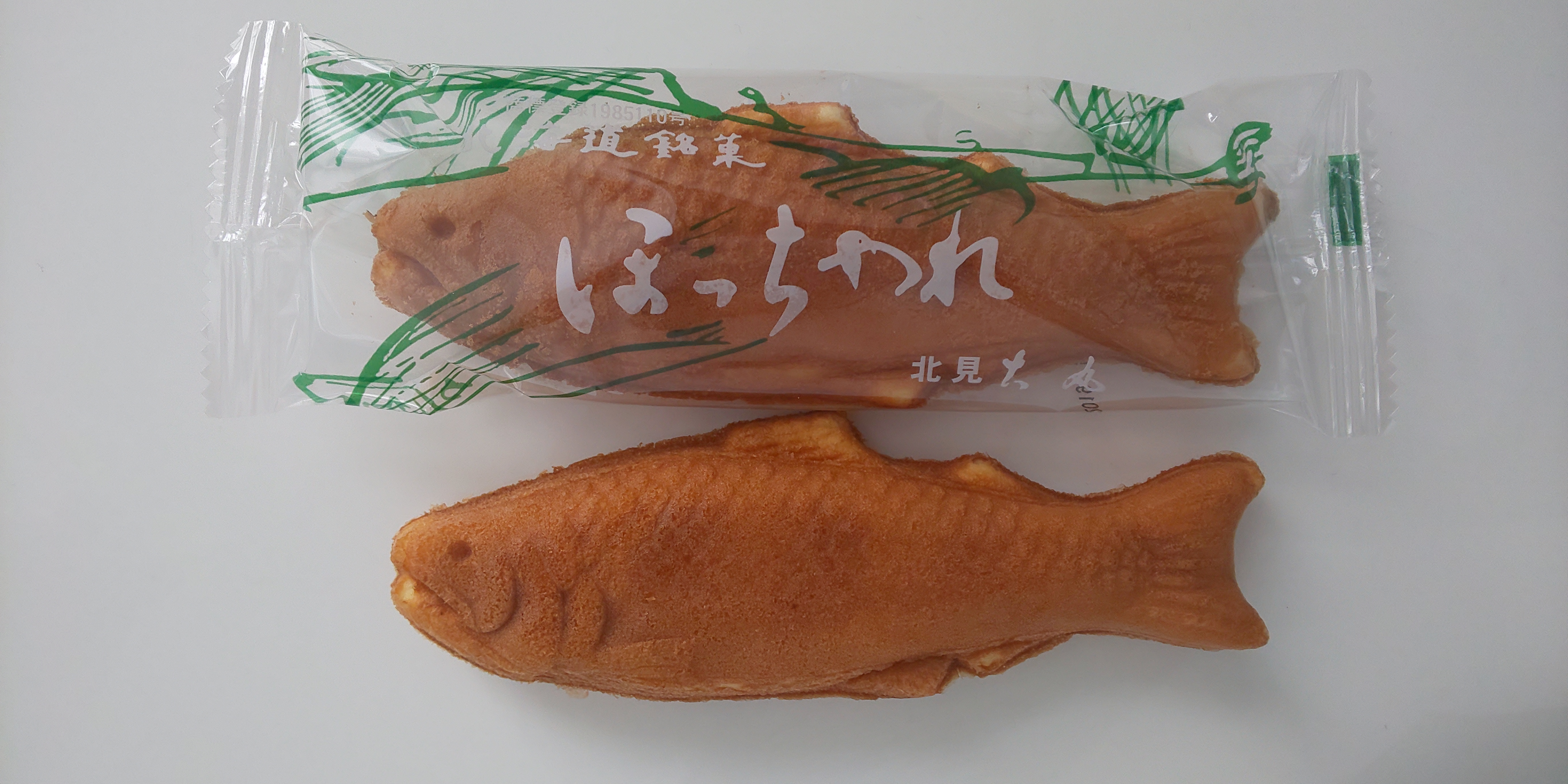
ほっちゃれ

ほっちゃれとは、北海道北見市で製造販売されている北海道銘菓。小麦粉と卵がベースの生地の中にこしあんが入っている鮭の形をした焼き菓子である。
菓子處大丸が製造販売しており、北見市を代表する土産品の一つ。

## 名称の由来

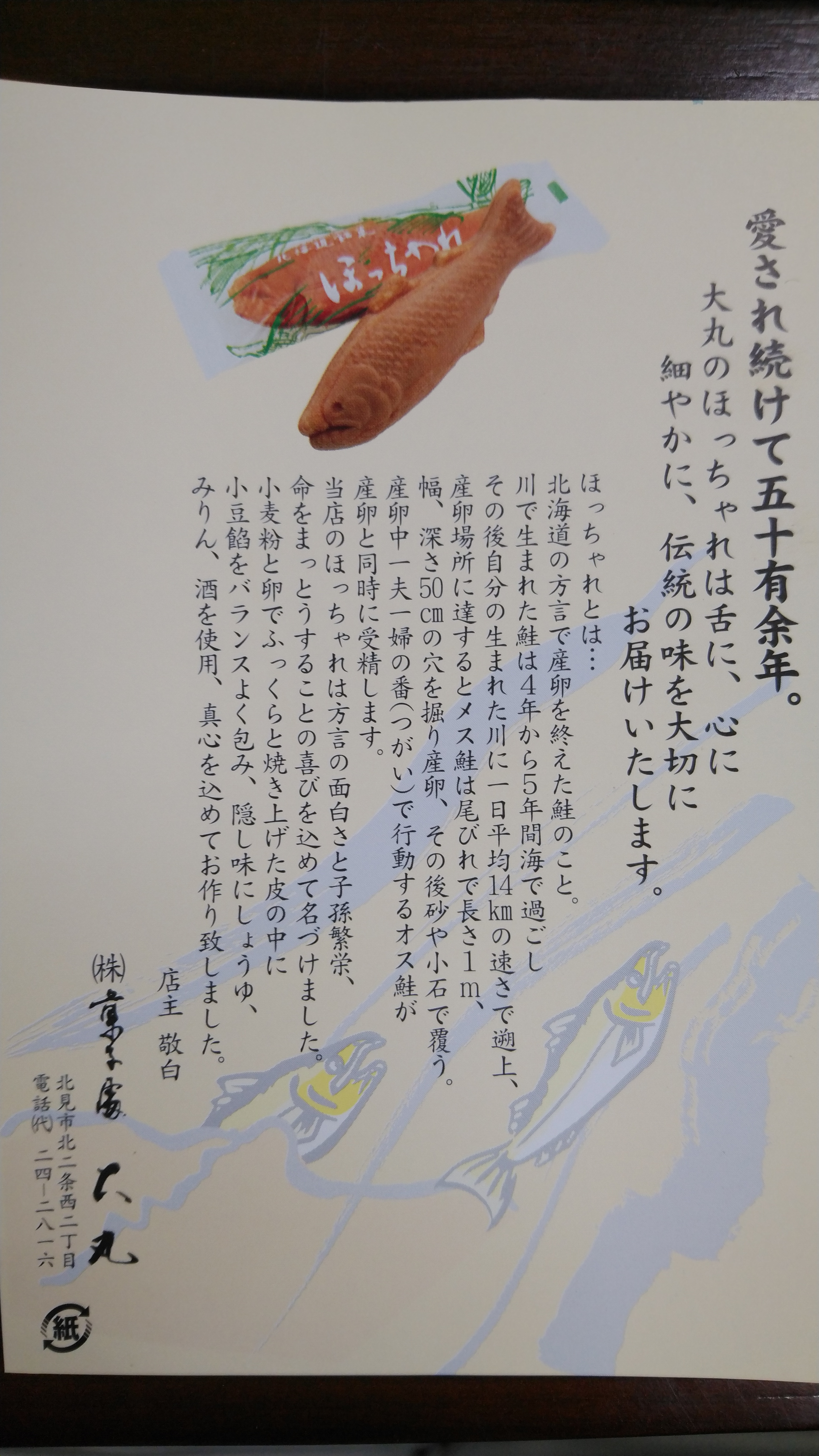
ほっちゃれ説明文

「ほっちゃれ」とは、北海道の方言で産卵を目指し川に登り体は傷つき、脂身も無くなりヨレヨレになった鮭のこと（同義語:ブナ ）。
食べてもあまり美味しくなく、捨てるしかないことから「ほっちゃれ」と呼ばれるようになった。
その、ほっちゃれた鮭をイメージして象ったのがこの菓子で、子孫繁栄を全うした重責を象徴して作られたといわれる。

## 参考資料
- ほっちゃれ - 『OKグルメ地典』- オホーツク21世紀を考える会
- ほっちゃれ[リンク切れ]（朝日新聞北海道版 2008年10月6日）